# Айдаев, Геннадий Архипович
Генна́дий Архи́пович Айда́ев (15 апреля 1950, с. Вершино-Рыбное, Партизанский район, Красноярский край — 3 июля 2025, Улан-Удэ, Бурятия) — российский государственный деятель, глава администрации (мэр) города Улан-Удэ — столицы Республики Бурятия (1998—2012).

## Биография
Происходит из племени ашабагатов. Крещён в иркутской православной церкви.
В 1973 году окончил Восточно-Сибирский технологический институт (ВСТИ).
1973—1976 — председатель профсоюзного комитета Восточно-Сибирского технологического института.
1976—1980 — старший мастер, главный технолог опытного завода художественных изделий и сувениров.
1980—1991 — партийная работа на должностях от заместителя секретаря парткома железнодорожного узла станции Улан-Удэ до первого секретаря Советского райкома КПСС города Улан-Удэ.
1991—1994 — глава администрации Советского района г. Улан-Удэ.
С 1994 — депутат, с 1996 — председатель Счётной палаты Народного Хурала
В 1995 году защитил кандидатскую диссертацию на тему «Функционирование и развитие сферы жилищнокоммунальных услуг в переходный период». Кандидат экономических наук.
В марте 1998 года на альтернативной основе был избран мэром Улан-Удэ (основной соперник — Виктор Кукшинов).
В июне 2002 года переизбран на второй срок, набрав 78,19 % голосов избирателей.
В 2006 возглавил делегацию в Чечню. Это был ответный визит после того, как в Бурятии побывал поезд мира из послевоенной Чеченской республики.
На прошедших 2 декабря 2007 года выборах мэра столицы Бурятии набрал более 43 % голосов избирателей и стал мэром города в 3-й раз (основной соперник — Александр Толстоухов).
В декабре 2012 года сложил полномочия мэра Улан-Удэ в связи с истечением 5-летнего срока. В том же месяце избирался на пост вновь созданной должности сити-менеджера города Улан-Удэ, но проиграл выборы бывшему подчинённому — Евгению Пронькинову.
С начала 2013 года по 2016 год работал в Байкальском институте природопользования СО РАН.
8 сентября 2013 года избирался в депутаты Народного Хурала Республики Бурятия, возглавив региональный список партии Гражданская платформа. Выборы партия проиграла, набрав 4 % голосов, и не сумев преодолеть 5-процентный барьер.
9 сентября 2018 года избирался в депутаты Народного Хурала Республики Бурятия в качестве самовыдвиженца, но проиграл депутату Горсовета Михаилу Степанову.
В Российской государственной библиотеке (РГБ) отсутствует докторская диссертация Айдаева. В медиасфере предполагается, что господин Айдаев купил докторскую диссертацию.
Умер 3 июля 2025 года в возрасте 75 лет в Улан-Удэ.

## Образование, учёные степени и звания
- Восточно-Сибирский технологический институт (1973)
- Российская академия государственной службы при Президенте РФ (1995)
- Кандидат экономических наук (1995), 08.00.05., г. Москва
- доктор экономических наук, информация по докторской не найдена
- Почётный профессор Московского авиационного института
- Член-корреспондент Международной инженерной академии

## Служба в рядах Советской Армии
- Сведения отсутствуют.

## Награды, почётные звания
- Орден Почёта
- Медаль «За спасение утопающих»
- Орден Русской православной церкви Преподобного Сергия Радонежского II степени
- Орден «За заслуги» Общероссийского союза ветеранов Афганистана
- Орден Святого князя Александра Невского II и III степени
- Почётный гражданин Республики Бурятия
- Почётный гражданин города Ямагата (Япония) (1999)
- Почётный гражданин города Дархан (Монголия)
- Национальная общественная премия им. Петра Великого
- Почётный гражданин города Улан-Удэ (Бурятия)
- Заслуженный экономист Республики Бурятия